# Российское минералогическое общество глазами современников
Российское минералогическое общество глазами современников — серийное научное издание Комиссии по истории Российского минералогического общества (РМО), сборники статей по истории геологических знаний, научно-историческое серийное издание.
С 2014 года выходил как 7 номер Записок Российского минералогического общества.

## История
Научный ежегодник по истории изучения минералогии, геологии и горных наук, публикуется Комиссией по истории Российского минералогического общества с 2013 года в Санкт-Петербурге.
В сборниках представлены оригинальные научные исторические материалы и документы по деятельности РМО с момента его основания (1817) по настоящее время. В сборник входят как малоизвестные ранее опубликованные статьи (в том числе, из раритетных изданий), так и впервые публикующиеся материалы.
Сборник 2019 года был презентован в Санкт-Петербургском горном университете (Кафедра минералогии, кристаллографии и петрографии), 22 января 2020 года на торжественном заседании посвященном 203-й годовщине со дня основания РМО.

## Выпуски
Сборники публикуются с цветными иллюстрациями, печатаются при поддержке Правительства Санкт-Петербурга.
Выпуски по году публикации
1. 2013 — Российское минералогическое общество глазами современников: Сборник статей / редакторы: Ю. Б. Марин, Ю. Л. Войтеховский, М. В. Морозов. СПб.: РМО, 2013. — 71 с.
2. 2014 — РМО глазами современников / редакторы: Ю. Б. Марин, Ю. Л. Войтеховский, М. В. Морозов. СПб.: Лема, 2014. — 175 с., 21 л. ил. ISBN 978-5-98709-768-7
3. 2015 — РМО глазами современников / редакторы: Ю. Б. Марин, Ю. Л. Войтеховский, М. В. Морозов. СПб.: РМО, 2015. — 109 с., [38] с. ил. ISBN 978-5-98709-927-8
4. 2017 — РМО глазами современников / редакторы: Ю. Б. Марин. СПб.: Лема, 2017. — 167 с., 32 л. ил. ISBN 978-5-00105-120-6
5. 2019 — РМО глазами современников / составитель и редактор: Ю. Л. Войтеховский. СПб.: Лема, 2019. — 235 с. ISBN 978-5-00105-502-0
Оглавление:
ПЕРСОНАЛИИ
- Марин Ю. Б. Д. В. Рундквист в Минералогическом обществе.
- Бродская Р. Л. Действительные члены Минералогического общества Ю. В. Казицын и В. А. Черепанов.
- Малахова И. Г. «Эффект Гайдингера» в России.
- Малахова И. Г., Минина Е. Л. Такой знакомый П. Грот.
- Потапов С. С. Чесноков Борис Валентинович — почетный член Российского минералогического общества, лауреат Демидовской Премии.
- Силаев В. И., Мартиросян О. В., Трейвус Е. Б., Сухарев А. Е. «Есть существа, которые глядят на солнце прямо, глаз не закрывая».

СОБЫТИЯ
- Войтеховский Ю. Л. К 250-летию со дня рождения А. фон Гумбольдта и 190-летию его путешествия по России.
- Второв И. П. Письмо начальника Русской полярной экспедиции Э. В. Толля.
- Мартиросян О. В. Ненастоящий янтарь или поиски ископаемых смол в Российской Арктике
- Путинцева Е. В. Геологические коллекции Н. М. Пржевальского.

ТЕКСТЫ

Войтеховский Ю. Л.
- К 270-летию А. Г. Вернера.
- К 255-летию мраморных ломок в Карелии.
- К 220-летию устроения в Миасском заводе золототолчейной фабрики.
- К 220-летию книги В. М. Севергина «Первые основания минералогии или естественной истории ископаемых тел» и 170-летию книги А. Брейтгаупта «Paragenesis der Mineralien».
- К 190-летию русского перевода «Руководство к испытаниям посредством паяльной трубки или наставление, как при пособии паяльной трубки определять с точностью содержание металлов в минералах и продуктах их».
- К 185-летию учебных руководств «Новыя правила для отыскивания взброшенных и сдвинутых месторождений полезных минералов» и «Опыт руководства к рудному обиходу».
- К 130-летию очерка «Самоцветы» Д. Н. Мамина-Сибиряка.

ПЕРЕВОДЫ
- Цензен Н. О первом упоминании термина «полевой шпат» Даниэлем Тиласом в 1740 г.
- Кунц Дж. Ф. Путешествие в Россию и Уральские горы.

6. 2022 — РМО глазами современников / составитель и редактор: Ю. Л. Войтеховский. СПб.: Лема, 2022. — 160 с. ISBN 978-5-00105-729-1
Оглавление:
- От составителя и редактора.

ПЕРСОНАЛИИ
- Булах А. Г. Три мемориальные доски на здании Двенадцати коллегий.
- Второв И. П. А. Е. Ферсман на о. Эльба.
- Кузьмин В. И. Минералогия — моя жизнь.
- Мартиросян О. В., Богдасаров М. А. С. С. Савкевич — Почетный член РМО.

СОБЫТИЯ
- Борисов И. В. Природный камень на «Старом финском» кладбище г. Сортавала, Республика Карелия.
- Ильин Г. С. 100 лет первой экспедиции А. Е. Ферсмана в Хибины.
- Макарова Е. И. Популяризация науки на Кольском Севере: 1930—2020.
- Мананков А. В., Пшеничкин А. Я., Сальников В. Н. Томское отделение РМО и освоение ресурсов Сибири.
- Сенкевич Т. И., Туманова Л. Г. 50 лет Музею цветного камня им. В. Н. Дава.
- Юргенсон Г. А., Трубачев А. И. Минералогия в познании Забайкальского края.

ЗАБЫТЫЕ ТЕКСТЫ
- Войтеховский Ю. Л. К 220-летию книги «Достопамятности Везувия и Этны…».
- Херлбат К. С. мл. Электрический счетчик для анализа шлифов.

АРХИВНЫЕ МАТЕРИАЛЫ
- Войтеховский Ю. Л. Из переписки С. И. Романовского и Р. Ф. Геккера.
- Войтеховский Ю. Л. Из переписки С. И. Романовского и В. А. Соколова.
- Второв И. П. Письма П. Л. Драверта и П. Н. Чирвинского как документы по истории минералогии.